# Backer (Adels- und Patriziergeschlecht)

Vollwappen der Backer anlässlich der Verleihung des neuen Niederländischen Adels, 1895

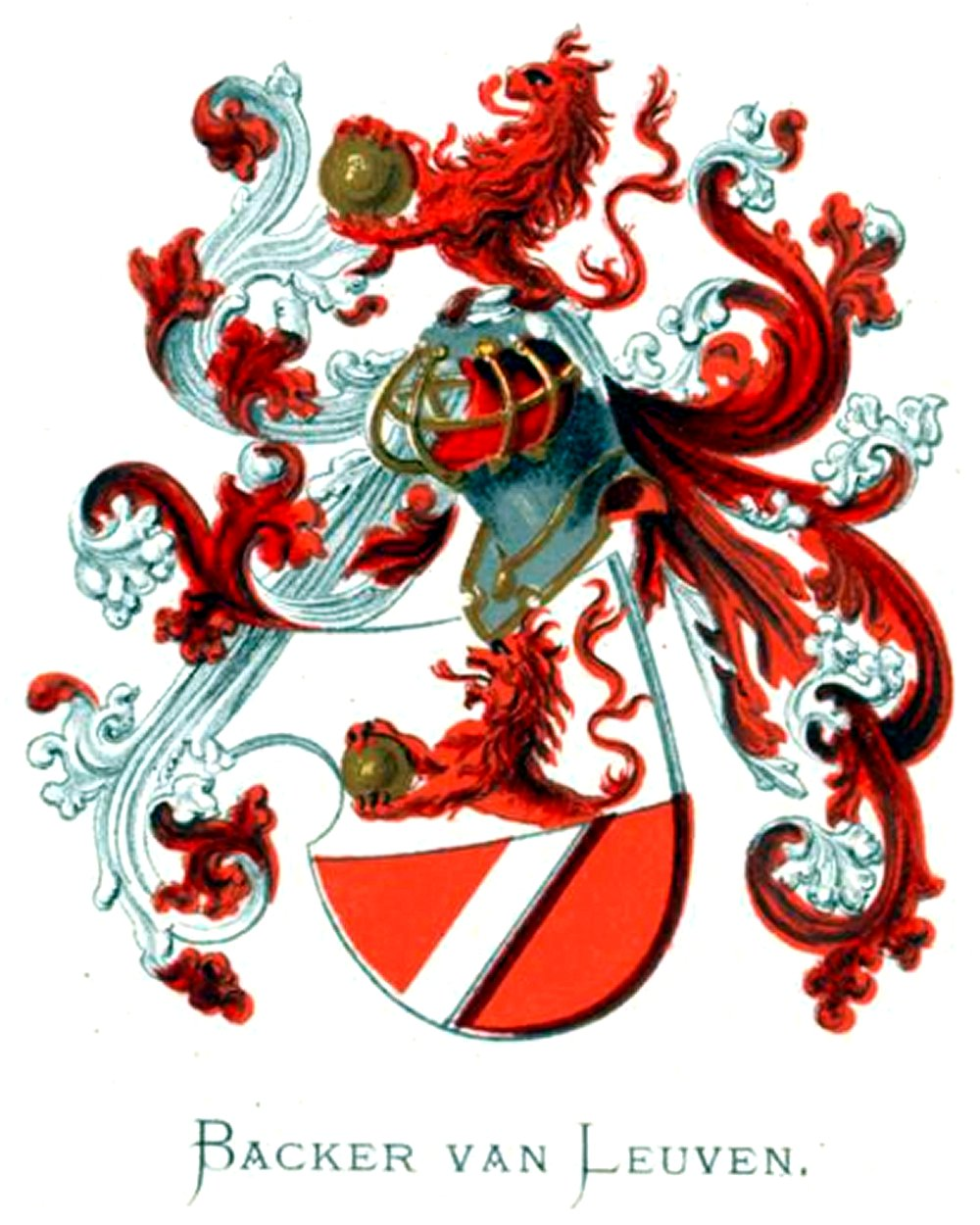
Wappen der Patrizischen Linie Backer van Leuven

Die Backer sind ein niederländisches Patrizier- und Adelsgeschlecht.

## Geschichte
Die Ursprünge der Familie liegen im nordbrabantischen Drunen, von wo aus sich Cornelis Jorisz im Jahre 1509 in Amsterdam festigte. Seine beiden Urenkel, welche beide in der Amsterdamer Stadtregierung saßen, heirateten die Töchter von Willem Backer, und deren Nachfahren nahmen den mütterlichen Namen Backer an. Im Jahre 1815 wurde der älteste Familienzweig mit dem Prädikat Jonkheer in den neuen niederländischen Adel erhoben. Diese Linie ist erloschen. 1894/95 erfolgten für zwei jüngere Linien Standeserhebungen in den Adel. Deren Nachkommenschaft existiert noch heutzutage unter dem Namen Bas Backer. Heutzutage bestehen weiters noch die nichtgeadelten Zweige Backer van Leuven und der jüngere Zweig Backer.

## Personen
- Willem Cornelisz Backer (1595–1652), Ritter von St. Michael, Bürgermeister von Amsterdam
- Jacob Backer (1572–1643), Bürgermeister 1632, 1634, 1635 und 1640
- Willem Backer (1733–1803), Bürgermeister 1787
- Willem Backer (* 1912), Maler